# Орлеці
Орлеці́ (рос. Орлецы) — селище у складі Нагорського району Кіровської області, Росія. Входить до складу Кобринського сільського поселення.
Населення становить 441 особа (2010, 571 у 2002).
Національний склад станом на 2002 рік — росіяни 87 %.